# Liste der Sieger und Veranstaltungen des Eurovision Song Contests
Diese Liste stellt eine Übersicht über die Veranstaltungen des Eurovision Song Contests seit 1956 dar.
| Jahr | Veranstaltungsbezeichnung und -ort                                        | Teiln.  | Sieger Musik (M) und Text (T) | P                                                | mP                                               | %                                                | Wertungsmodus                                       | Zweitplatzierter                                                                    | Drittplatzierter                                                         |
| ---- | ------------------------------------------------------------------------- | ------- | --- | ------------------------------------------------ | ------------------------------------------------ | ------------------------------------------------ | --------------------------------------------------- | ----------------------------------------------------------------------------------- | ------------------------------------------------------------------------ |
| 1956 | 1. Gran Premio Eurovisione della Canzone Europea Schweiz (Lugano)         | 07      | Schweiz Lys Assia Refrain M: Géo Voumard; T: Émile Gardaz | –                                                | –                                                | –                                                | –                                                   | nicht bekannt gegeben                                                               | nicht bekannt gegeben                                                    |
| 1957 | 2. Großer Preis der Eurovision BR Deutschland (Frankfurt am Main)         | 10      | Niederlande Corry Brokken Net als toen M: Guus Jansen; T: Willy van Hemert | 31                                               | 90                                               | 34,4                                             | 10× 1 Punkt                                         | Frankreich Paule Desjardins La belle amour                                          | Dänemark Birthe Wilke & Gustav Winckler Skibet skal sejle i nat          |
| 1958 | 3. Grand Prix Eurovision de la Chanson Européenne Niederlande (Hilversum) | 10      | Frankreich André Claveau Dors mon amour M: Hubert Giraud; T: Pierre Delanoë | 27                                               | 90                                               | 30,0                                             | 10× 1 Punkt                                         | Schweiz Lys Assia Giorgio                                                           | Italien Domenico Modugno Nel blu dipinto di blu                          |
| 1959 | 4. Grand Prix Eurovision de la Chanson Européenne Frankreich (Cannes)     | 11      | Niederlande Teddy Scholten Een beetje M: Dick Schallies; T: Willy van Hemert | 21                                               | 100                                              | 21,0                                             | 10× 1 Punkt                                         | Vereinigtes Königreich Pearl Carr & Teddy Johnson Sing Little Birdie                | Frankreich Jean Philippe Oui, oui, oui, oui                              |
| 1960 | 5. Eurovision Song Contest Vereinigtes Königreich (London)                | 13      | Frankreich Jacqueline Boyer Tom Pillibi M: André Popp; T: Pierre Cour | 32                                               | 120                                              | 26,7                                             | 10× 1 Punkt                                         | Vereinigtes Königreich Bryan Johnson Looking High, High, High                       | Monaco François Deguelt Ce soir-là                                       |
| 1961 | 6. Grand Prix Eurovision de la Chanson Européenne Frankreich (Cannes)     | 16      | Luxemburg Jean-Claude Pascal Nous les amoureux M: Jacques Datin; T: Maurice Vidalin | 31                                               | 150                                              | 20,7                                             | 10× 1 Punkt                                         | Vereinigtes Königreich The Allisons Are You Sure                                    | Schweiz Franca di Rienzo Nous aurons demain                              |
| 1962 | 7. Grand Prix Eurovision de la Chanson Européenne Luxemburg (Luxemburg)   | 16      | Frankreich Isabelle Aubret Un premier amour M: Claude Henri Vic; T: Roland Valande | 26                                               | 45                                               | 57,8                                             | jeweils 1× 1, 2 und 3 Punkte                        | Monaco François Deguelt Dis rien                                                    | Luxemburg Camillo Felgen Petit bonhomme                                  |
| 1963 | 8. Eurovision Song Contest Vereinigtes Königreich (London)                | 16      | Dänemark Grethe & Jørgen Ingmann Dansevise M: Otto Francker; T: Sejr Volmer-Sørensen | 42                                               | 75                                               | 56,0                                             | jeweils 1× 1, 2 und 3 Punkte                        | Schweiz Esther Ofarim T’en va pas                                                   | Italien Emilio Pericoli Uno per tutte                                    |
| 1964 | 9. Grand Prix Eurovision Dänemark (Kopenhagen)                            | 16      | Italien Gigliola Cinquetti Non ho l’età M: Nicola Salerno; T: Mario Panzeri | 49                                               | 75                                               | 65,3                                             | jeweils 1× 1, 2 und 3 Punkte                        | Vereinigtes Königreich Matt Monro I Love the Little Things                          | Monaco Romuald Où sont-elles passées                                     |
| 1965 | 10. Gran Premio Eurovisione della Canzone Italien (Neapel)                | 18      | Luxemburg France Gall Poupée de cire, poupée de son M/T: Serge Gainsbourg | 32                                               | 85                                               | 37,6                                             | jeweils 1× 1, 2 und 3 Punkte                        | Vereinigtes Königreich Kathy Kirby I Belong                                         | Frankreich Guy Mardel N’avoue jamais                                     |
| 1966 | 11. Grand Prix Eurovision de la Chanson Européenne Luxemburg (Luxemburg)  | 18      | Österreich Udo Jürgens Merci, Chérie M/T: Udo Jürgens; T: Thomas Hörbiger | 31                                               | 85                                               | 36,5                                             | jeweils 1× 1, 2 und 3 Punkte                        | Schweden Lill Lindfors & Svante Thuresson Nygammal vals eller hip man svinaherde    | Norwegen Åse Kleveland Intet er nytt under solen                         |
| 1967 | 12. Grand Prix de la Chanson Österreich (Wien)                            | 17      | Vereinigtes Königreich Sandie Shaw Puppet on a String M/T: Bill Martin, Phil Coulter | 47                                               | 160                                              | 29,4                                             | 10× 1 Punkt                                         | Irland Seán Dunphy If I Could Choose                                                | Frankreich Noëlle Cordier Il doit faire beau là-bas                      |
| 1968 | 13. Eurovision Song Contest Vereinigtes Königreich (London)               | 17      | Spanien Massiel La, la, la … M/T: Manuel de la Calva, Ramón Arcusa | 29                                               | 160                                              | 18,1                                             | 10× 1 Punkt                                         | Vereinigtes Königreich Cliff Richard Congratulations                                | Frankreich Isabelle Aubret La source                                     |
| 1969 | 14. Gran Premio de la Canción de Eurovision Spanien (Madrid)              | 16      | Spanien Salomé Vivo cantando M: Maria José de Cerato; T: Aniano Alcalde Frankreich Frida Boccara Un jour, un enfant M: Emil Stern; T: Eddy Marnay Niederlande Lenny Kuhr De troubadour M: David Hartsema; T: Lenny Kuhr Vereinigtes Königreich Lulu Boom Bang-a-Bang M: Alan Moorhouse; T: Peter Warne | 18                                               | 150                                              | 12,0                                             | 10× 1 Punkt                                         | entfällt, da vier Erstplatzierte                                                    | entfällt, da vier Erstplatzierte                                         |
| 1970 | 15. Eurovisie Songfestival Niederlande (Amsterdam)                        | 12      | Irland Dana All Kinds of Everything M/T: Derry Lindsay, Jackie Smith | 32                                               | 110                                              | 29,1                                             | 10× 1 Punkt                                         | Vereinigtes Königreich Mary Hopkin Knock, Knock, Who’s There                        | BR Deutschland Katja Ebstein Wunder gibt es immer wieder                 |
| 1971 | 16. Eurovision Song Contest Irland (Dublin)                               | 18      | Monaco Séverine Un banc, un arbre, une rue M: Jean-Pierre Bourtayre; T: Yves Dessca | 128                                              | 170                                              | 75,3                                             | 2× 1 bis 5 Punkte an jedes Land                     | Spanien Karina En un mundo nuevo                                                    | BR Deutschland Katja Ebstein Diese Welt                                  |
| 1972 | 17. Eurovision Song Contest Vereinigtes Königreich (Edinburgh)            | 18      | Luxemburg Vicky Leandros Après toi M: Mario Panas, Klaus Munro; T: Yves Dessca, Klaus Munro | 128                                              | 170                                              | 75,3                                             | 2× 1 bis 5 Punkte an jedes Land                     | Vereinigtes Königreich New Seekers Beg, Steal or Borrow                             | BR Deutschland Mary Roos Nur die Liebe läßt uns leben                    |
| 1973 | 18. Concours Eurovision de la Chanson Luxemburg (Luxemburg)               | 17      | Luxemburg Anne-Marie David Tu te reconnaîtras M: Claude Morgan; T: Vline Buggy | 129                                              | 160                                              | 80,6                                             | 2× 1 bis 5 Punkte an jedes Land                     | Spanien Mocedades Eres tú                                                           | Vereinigtes Königreich Cliff Richard Power to All Our Friends            |
| 1974 | 19. Eurovision Song Contest Vereinigtes Königreich (Brighton)             | 17      | Schweden ABBA Waterloo M: Benny Andersson, Björn Ulvaeus; T: Stikkan Anderson | 24                                               | 160                                              | 15,0                                             | 10× 1 Punkt                                         | Italien Gigliola Cinquetti Sì                                                       | Niederlande Mouth & MacNeal I See a Star                                 |
| 1975 | 20. Eurovision Song Contest Schweden (Stockholm)                          | 19      | Niederlande Teach-In Ding-a-Dong M: Dick Bakker; T: Will Luikinga, Eddy Ouwens | 152                                              | 216                                              | 70,4                                             | jeweils 1× 1, 2, 3, 4, 5, 6, 7, 8, 10 und 12 Punkte | Vereinigtes Königreich The Shadows Let Me Be the One                                | Italien Wess & Dori Ghezzi Era                                           |
| 1976 | 21. Eurovisie Songfestival Niederlande (Den Haag)                         | 18      | Vereinigtes Königreich Brotherhood of Man Save Your Kisses for Me M/T: Tony Hiller, Lee Sheriden, Martin Lee | 164                                              | 204                                              | 80,4                                             | jeweils 1× 1, 2, 3, 4, 5, 6, 7, 8, 10 und 12 Punkte | Frankreich Catherine Ferry Un, deux, trois                                          | Monaco Mary Cristy Toi, la musique et moi                                |
| 1977 | 22. Eurovision Song Contest Vereinigtes Königreich (London)               | 18      | Frankreich Marie Myriam L’oiseau et l’enfant M: Jean-Paul Cara; T: Joe Gracy | 136                                              | 204                                              | 66,7                                             | jeweils 1× 1, 2, 3, 4, 5, 6, 7, 8, 10 und 12 Punkte | Vereinigtes Königreich Lynsey de Paul & Mike Moran Rock Bottom                      | Irland The Swarbriggs Plus Two It’s Nice to Be in Love Again             |
| 1978 | 23. Concours Eurovision de la Chanson Frankreich (Paris)                  | 20      | Israel Yizhar Cohen & The Alpha-Beta A-ba-ni-bi M: Nurit Hirsh; T: Ehud Manor | 157                                              | 228                                              | 68,9                                             | jeweils 1× 1, 2, 3, 4, 5, 6, 7, 8, 10 und 12 Punkte | Belgien Jean Vallée L’amour ça fait chanter la vie                                  | Frankreich Joel Prévost Il y aura toujours des violons                   |
| 1979 | 24. Eurovision Song Contest Israel (Jerusalem)                            | 19      | Israel Gali Atari & Milk and Honey Hallelujah (הללויה) M: Kobi Oshrat; T: Shimrit Orr | 125                                              | 216                                              | 56,3                                             | jeweils 1× 1, 2, 3, 4, 5, 6, 7, 8, 10 und 12 Punkte | Spanien Betty Missiego Su canción                                                   | Frankreich Anne-Marie David Je suis l’enfant soleil                      |
| 1980 | 25. Eurovisie Songfestival Niederlande (Den Haag)                         | 19      | Irland Johnny Logan What’s Another Year M/T: Shay Healy | 143                                              | 216                                              | 66,2                                             | jeweils 1× 1, 2, 3, 4, 5, 6, 7, 8, 10 und 12 Punkte | BR Deutschland Katja Ebstein Theater                                                | Vereinigtes Königreich Prima Donna Love Enough for Two                   |
| 1981 | 26. Eurovision Song Contest Irland (Dublin)                               | 20      | Vereinigtes Königreich Bucks Fizz Making Your Mind Up M: John Danter; T: Andy Hill | 136                                              | 228                                              | 59,6                                             | jeweils 1× 1, 2, 3, 4, 5, 6, 7, 8, 10 und 12 Punkte | BR Deutschland Lena Valaitis Johnny Blue                                            | Frankreich Jean Gabilou Humanahum                                        |
| 1982 | 27. Eurovision Song Contest Vereinigtes Königreich (Harrogate)            | 18      | BR Deutschland Nicole Ein bißchen Frieden M: Ralph Siegel; T: Bernd Meinunger | 161                                              | 204                                              | 78,9                                             | jeweils 1× 1, 2, 3, 4, 5, 6, 7, 8, 10 und 12 Punkte | Israel Avi Toledano Hora                                                            | Schweiz Arlette Zola Amour on t’aime                                     |
| 1983 | 28. Eurovision Song Contest BR Deutschland (München)                      | 20      | Luxemburg Corinne Hermès Si la vie est cadeau M: Jean-Pierre Millers; T: Alain Garcia | 142                                              | 228                                              | 62,3                                             | jeweils 1× 1, 2, 3, 4, 5, 6, 7, 8, 10 und 12 Punkte | Israel Ofra Haza Chai                                                               | Schweden Carola Häggkvist Främling                                       |
| 1984 | 29. Concours Eurovision de la Chanson Luxemburg (Luxemburg)               | 19      | Schweden Herreys Diggi-loo Diggi-ley M: Torgny Söderberg; T: Britt Lindeborg | 145                                              | 216                                              | 67,1                                             | jeweils 1× 1, 2, 3, 4, 5, 6, 7, 8, 10 und 12 Punkte | Irland Linda Martin Terminal 3                                                      | Spanien Bravo Lady Lady                                                  |
| 1985 | 30. Eurovision Song Contest Schweden (Göteborg)                           | 19      | Norwegen Bobbysocks La det swinge M/T: Rolf Løvland | 123                                              | 216                                              | 56,9                                             | jeweils 1× 1, 2, 3, 4, 5, 6, 7, 8, 10 und 12 Punkte | BR Deutschland Wind Für alle                                                        | Schweden Kikki Danielsson Bra vibrationer                                |
| 1986 | 31. Eurovision Song Contest Norwegen (Bergen)                             | 20      | Belgien Sandra Kim J’aime la vie M: Jean Paul Furnémont, Angelo Crisci; T: Rosario Marino | 176                                              | 228                                              | 77,2                                             | jeweils 1× 1, 2, 3, 4, 5, 6, 7, 8, 10 und 12 Punkte | Schweiz Daniela Simons Pas pour moi                                                 | Luxemburg Sherisse Laurence L’amour de ma vie                            |
| 1987 | 32. Concours Eurovision de la Chanson Belgien (Brüssel)                   | 22      | Irland Johnny Logan Hold Me Now M/T: Seán Sherrard | 172                                              | 252                                              | 68,3                                             | jeweils 1× 1, 2, 3, 4, 5, 6, 7, 8, 10 und 12 Punkte | BR Deutschland Wind Laß die Sonne in dein Herz                                      | Italien Umberto Tozzi & Raf Gente di mare                                |
| 1988 | 33. Eurovision Song Contest Irland (Dublin)                               | 21      | Schweiz Céline Dion Ne partez pas sans moi M: Atilla Şereftuğ; T: Nella Martinetti | 137                                              | 240                                              | 57,1                                             | jeweils 1× 1, 2, 3, 4, 5, 6, 7, 8, 10 und 12 Punkte | Vereinigtes Königreich Scott Fitzgerald Go                                          | Dänemark Hot Eyes Ka’ du se hva’ jeg sa                                  |
| 1989 | 34. Concours Eurovision de la Chanson Schweiz (Lausanne)                  | 22      | Jugoslawien Riva Rock Me M: Rajko Dujmić; T: Stevo Cvikić | 137                                              | 252                                              | 54,4                                             | jeweils 1× 1, 2, 3, 4, 5, 6, 7, 8, 10 und 12 Punkte | Vereinigtes Königreich Live Report Why Do I Always Get It Wrong                     | Dänemark Birthe Kjær Vi maler byen rød                                   |
| 1990 | 35. Eurovision Song Contest Jugoslawien (Zagreb)                          | 22      | Italien Toto Cutugno Insieme: 1992 M/T: Salvatore Cutugno | 149                                              | 252                                              | 59,1                                             | jeweils 1× 1, 2, 3, 4, 5, 6, 7, 8, 10 und 12 Punkte | Frankreich Joëlle Ursull White & Black Blues Irland Liam Reilly Somewhere in Europe | entfällt, da zwei Zweitplatzierte                                        |
| 1991 | 36. Concorso Eurovisione della Canzone Italien (Rom)                      | 22      | Schweden Carola Fångad av en stormvind M/T: Stephan Berg | 146                                              | 252                                              | 57,9                                             | jeweils 1× 1, 2, 3, 4, 5, 6, 7, 8, 10 und 12 Punkte | Frankreich Amina Le dernier qui a parlé                                             | Israel Duo Datz Kan                                                      |
| 1992 | 37. Eurovision Song Contest Schweden (Malmö)                              | 23      | Irland Linda Martin Why Me M/T: Seán Sherrard | 155                                              | 264                                              | 58,7                                             | jeweils 1× 1, 2, 3, 4, 5, 6, 7, 8, 10 und 12 Punkte | Vereinigtes Königreich Michael Ball One Step out of Time                            | Malta Mary Spiteri Little Child                                          |
| 1993 | 38. Eurovision Song Contest Irland (Millstreet)                           | 25      | Irland Niamh Kavanagh In Your Eyes M/T: Jimmy Walsh | 187                                              | 288                                              | 64,9                                             | jeweils 1× 1, 2, 3, 4, 5, 6, 7, 8, 10 und 12 Punkte | Vereinigtes Königreich Sonia Better the Devil You Know                              | Schweiz Annie Cotton Moi tout simplement                                 |
| 1994 | 39. Eurovision Song Contest Irland (Dublin)                               | 25      | Irland Paul Harrington & Charlie McGettigan Rock ’n’ Roll Kids M/T: Brendan Graham | 226                                              | 288                                              | 78,5                                             | jeweils 1× 1, 2, 3, 4, 5, 6, 7, 8, 10 und 12 Punkte | Polen Edyta Górniak To nie ja!                                                      | Deutschland Mekado Wir geben ’ne Party                                   |
| 1995 | 40. Eurovision Song Contest Irland (Dublin)                               | 23      | Norwegen Secret Garden Nocturne M: Rolf Løvland; T: Petter Skavland | 148                                              | 264                                              | 56,1                                             | jeweils 1× 1, 2, 3, 4, 5, 6, 7, 8, 10 und 12 Punkte | Spanien Anabel Conde Vuelve conmigo                                                 | Schweden Jan Johansen Se på mig                                          |
| 1996 | 41. Eurovision Song Contest Norwegen (Oslo)                               | 23      | Irland Eimear Quinn The Voice M/T: Brendan Graham | 162                                              | 264                                              | 61,4                                             | jeweils 1× 1, 2, 3, 4, 5, 6, 7, 8, 10 und 12 Punkte | Norwegen Elisabeth Andreassen I evighet                                             | Schweden One More Time Den vilda                                         |
| 1997 | 42. Eurovision Song Contest Irland (Dublin)                               | 25      | Vereinigtes Königreich Katrina and the Waves Love Shine a Light M/T: Kimberley Rew | 227                                              | 288                                              | 78,8                                             | jeweils 1× 1, 2, 3, 4, 5, 6, 7, 8, 10 und 12 Punkte | Irland Marc Roberts Mysterious Woman                                                | Türkei Şebnem Paker & Gruppe Etnik Dinle                                 |
| 1998 | 43. Eurovision Song Contest Vereinigtes Königreich (Birmingham)           | 25      | Israel Dana International Diva M: Tzvika Pick; T: Yoav Ginai | 172                                              | 288                                              | 59,7                                             | jeweils 1× 1, 2, 3, 4, 5, 6, 7, 8, 10 und 12 Punkte | Vereinigtes Königreich Imaani Where Are You                                         | Malta Chiara The One that I Love                                         |
| 1999 | 44. Eurovision Song Contest Israel (Jerusalem)                            | 23      | Schweden Charlotte Nilsson Take Me to Your Heaven M: Lars Diedricson; T: Marcos Ubeda | 163                                              | 264                                              | 61,7                                             | jeweils 1× 1, 2, 3, 4, 5, 6, 7, 8, 10 und 12 Punkte | Island Selma All out of Luck                                                        | Deutschland Sürpriz Reise nach Jerusalem – Kudüs’e seyahat               |
| 2000 | 45. Eurovision Song Contest Schweden (Stockholm)                          | 24      | Dänemark Olsen Brothers Fly on the Wings of Love M/T: Jørgen Olsen | 195                                              | 276                                              | 70,7                                             | jeweils 1× 1, 2, 3, 4, 5, 6, 7, 8, 10 und 12 Punkte | Russland Alsou Solo                                                                 | Lettland Brainstorm My Star                                              |
| 2001 | 46. Eurovision Song Contest Dänemark (Kopenhagen)                         | 23      | Estland Tanel Padar, Dave Benton & 2XL Everybody M: Ivar Must; T: Maian-Anna Kärmas | 198                                              | 264                                              | 75,0                                             | jeweils 1× 1, 2, 3, 4, 5, 6, 7, 8, 10 und 12 Punkte | Dänemark Rollo & King Never Ever Let You Go                                         | Griechenland Antique Die for You                                         |
| 2002 | 47. Eurovision Song Contest Estland (Tallinn)                             | 24      | Lettland Marie N I Wanna M/T: Marija Naumova; T: Marats Samauskis | 176                                              | 276                                              | 63,8                                             | jeweils 1× 1, 2, 3, 4, 5, 6, 7, 8, 10 und 12 Punkte | Malta Ira Losco 7th Wonder                                                          | Estland Sahlene Runaway Vereinigtes Königreich Jessica Garlick Come Back |
| 2003 | 48. Eurovision Song Contest Lettland (Riga)                               | 26      | Türkei Sertab Erener Everyway That I Can M/T: Demir Demirkan | 167                                              | 300                                              | 55,7                                             | jeweils 1× 1, 2, 3, 4, 5, 6, 7, 8, 10 und 12 Punkte | Belgien Urban Trad Sanomi                                                           | Russland t.A.T.u. Ne ver, ne boisja, ne prosi                            |
| 2004 | 49. Eurovision Song Contest Türkei (Istanbul)                             | 36 (24) | Ukraine Ruslana Wild Dances M/T: Oleksandr Ksenofontov, Ruslana; M: Jamie Maher, Fayney, Sherena Dugani | 280                                              | 420                                              | 66,7                                             | jeweils 1× 1, 2, 3, 4, 5, 6, 7, 8, 10 und 12 Punkte | Serbien und Montenegro Željko Joksimović & Ad Hoc Orchestra Lane Moje               | Griechenland Sakis Rouvas Shake It                                       |
| 2005 | 50. Eurovision Song Contest Ukraine (Kiew)                                | 39 (24) | Griechenland Elena Paparizou My Number One M: Christos Dantis; T: Natalia Germanou, Christos Dantis | 230                                              | 456                                              | 50,4                                             | jeweils 1× 1, 2, 3, 4, 5, 6, 7, 8, 10 und 12 Punkte | Malta Chiara Angel                                                                  | Rumänien Luminița Anghel & Sistem Let Me Try                             |
| 2006 | 51. Eurovision Song Contest Griechenland (Athen)                          | 37 (24) | Finnland Lordi Hard Rock Hallelujah M/T: Tomi Putaansuu | 292                                              | 444                                              | 65,8                                             | jeweils 1× 1, 2, 3, 4, 5, 6, 7, 8, 10 und 12 Punkte | Russland Dima Bilan Never Let You Go                                                | Bosnien und Herzegowina Hari Mata Hari Lejla                             |
| 2007 | 52. Eurovision Song Contest Finnland (Helsinki)                           | 42 (24) | Serbien Marija Šerifović Molitva M: Vladimir Graić; T: Saša Milošević Mare | 268                                              | 492                                              | 54,5                                             | jeweils 1× 1, 2, 3, 4, 5, 6, 7, 8, 10 und 12 Punkte | Ukraine Verka Serduchka Dancing Lasha Tumbai                                        | Russland Serebro Song Number One                                         |
| 2008 | 53. Eurovision Song Contest Serbien (Belgrad)                             | 43 (24) | Russland Dima Bilan Believe M/T: Dima Bilan, Jim Beanz | 272                                              | 504                                              | 54,0                                             | jeweils 1× 1, 2, 3, 4, 5, 6, 7, 8, 10 und 12 Punkte | Ukraine Ani Lorak Shady Lady                                                        | Griechenland Kalomira Secret Combination                                 |
| 2009 | 54. Eurovision Song Contest Russland (Moskau)                             | 42 (25) | Norwegen Alexander Rybak Fairytale M/T: Alexander Rybak | 387                                              | 492                                              | 78,7                                             | jeweils 1× 1, 2, 3, 4, 5, 6, 7, 8, 10 und 12 Punkte | Island Yohanna Is It True?                                                          | Aserbaidschan AySel & Arash Always                                       |
| 2010 | 55. Eurovision Song Contest Norwegen (Oslo)                               | 39 (25) | Deutschland Lena Satellite M/T: Julie Frost; M: John Gordon | 246                                              | 456                                              | 53,9                                             | jeweils 1× 1, 2, 3, 4, 5, 6, 7, 8, 10 und 12 Punkte | Türkei maNga We Could Be the Same                                                   | Rumänien Paula Seling & Ovi Playing with Fire                            |
| 2011 | 56. Eurovision Song Contest Deutschland (Düsseldorf)                      | 43 (25) | Aserbaidschan Ell & Nikki Running Scared M/T: Stefan Örn, Sandra Bjurman; M: Iain Farquharson | 221                                              | 504                                              | 43,8                                             | jeweils 1× 1, 2, 3, 4, 5, 6, 7, 8, 10 und 12 Punkte | Italien Raphael Gualazzi Madness of Love                                            | Schweden Eric Saade Popular                                              |
| 2012 | 57. Eurovision Song Contest Aserbaidschan (Baku)                          | 42 (26) | Schweden Loreen Euphoria M/T: Thomas G:son, Peter Boström | 372                                              | 492                                              | 75,6                                             | jeweils 1× 1, 2, 3, 4, 5, 6, 7, 8, 10 und 12 Punkte | Russland Buranowskije Babuschki Party for Everybody                                 | Serbien Željko Joksimović Nije ljubav stvar                              |
| 2013 | 58. Eurovision Song Contest Schweden (Malmö)                              | 39 (26) | Dänemark Emmelie de Forest Only Teardrops M/T: Lise Cabble, Julia Fabrin Jakobsen, Thomas Stengaard | 281                                              | 456                                              | 61,6                                             | jeweils 1× 1, 2, 3, 4, 5, 6, 7, 8, 10 und 12 Punkte | Aserbaidschan Farid Mammadov Hold Me                                                | Ukraine Zlata Ohnjewitsch Gravity                                        |
| 2014 | 59. Eurovision Song Contest Dänemark (Kopenhagen)                         | 37 (26) | Österreich Conchita Wurst Rise Like a Phoenix M/T: Charley Mason, Joey Patulka, Alexander Zuckowski, Julian Maas | 290                                              | 432                                              | 67,1                                             | jeweils 1× 1, 2, 3, 4, 5, 6, 7, 8, 10 und 12 Punkte | Niederlande The Common Linnets Calm After the Storm                                 | Schweden Sanna Nielsen Undo                                              |
| 2015 | 60. Eurovision Song Contest Österreich (Wien)                             | 40 (27) | Schweden Måns Zelmerlöw Heroes M/T: Linnea Deb, Joy Deb, Anton Hård af Segerstad | 365                                              | 468                                              | 78,0                                             | jeweils 1× 1, 2, 3, 4, 5, 6, 7, 8, 10 und 12 Punkte | Russland Polina Gagarina A Million Voices                                           | Italien Il Volo Grande amore                                             |
| 2016 | 61. Eurovision Song Contest Schweden (Stockholm)                          | 42 (26) | Ukraine Jamala 1944 M/T: Jamala, Art Antonyan | 534                                              | 984                                              | 54,3                                             | jeweils 2× 1, 2, 3, 4, 5, 6, 7, 8, 10 und 12 Punkte | Australien Dami Im Sound of Silence                                                 | Russland Sergei Lasarew You Are the Only One                             |
| 2017 | 62. Eurovision Song Contest Ukraine (Kiew)                                | 42 (26) | Portugal Salvador Sobral Amar pelos dois M/T: Luísa Sobral | 758                                              | 984                                              | 77,0                                             | jeweils 2× 1, 2, 3, 4, 5, 6, 7, 8, 10 und 12 Punkte | Bulgarien Kristian Kostow Beautiful Mess                                            | Moldau SunStroke Project Hey Mamma                                       |
| 2018 | 63. Eurovision Song Contest Portugal (Lissabon)                           | 43 (26) | Israel Netta Toy M/T: Doron Medalie, Stav Beger, Jack White | 539                                              | 1008                                             | 53,5                                             | jeweils 2× 1, 2, 3, 4, 5, 6, 7, 8, 10 und 12 Punkte | Zypern Eleni Foureira Fuego                                                         | Österreich Cesár Sampson Nobody But You                                  |
| 2019 | 64. Eurovision Song Contest Israel (Tel Aviv)                             | 41 (26) | Niederlande Duncan Laurence Arcade M/T: Duncan Laurence, Joel Sjöö, Wouter Hardy, Willi Knox | 498                                              | 960                                              | 51,9                                             | jeweils 2× 1, 2, 3, 4, 5, 6, 7, 8, 10 und 12 Punkte | Italien Mahmood Soldi                                                               | Russland Sergei Lasarew Scream                                           |
| 2020 | 65. Eurovision Song Contest Niederlande (Rotterdam)                       | 41      | Absage durch die EBU wegen der COVID-19-Pandemie | Absage durch die EBU wegen der COVID-19-Pandemie | Absage durch die EBU wegen der COVID-19-Pandemie | Absage durch die EBU wegen der COVID-19-Pandemie | Absage durch die EBU wegen der COVID-19-Pandemie    | Absage durch die EBU wegen der COVID-19-Pandemie                                    | Absage durch die EBU wegen der COVID-19-Pandemie                         |
| 2021 | 65. Eurovision Song Contest Niederlande (Rotterdam)                       | 39 (26) | Italien Måneskin Zitti e buoni M/T: Måneskin | 524                                              | 912                                              | 57,5                                             | jeweils 2× 1, 2, 3, 4, 5, 6, 7, 8, 10 und 12 Punkte | Frankreich Barbara Pravi Voilà                                                      | Schweiz Gjon’s Tears Tout l'Univers                                      |
| 2022 | 66. Eurovision Song Contest Italien (Turin)                               | 40 (25) | Ukraine Kalush Orchestra Stefania M: Ihor Didentschuk, Tymofij Musytschuk, Witalji Duschyk; T: Ywan Klymenko, Oleh Psjuk | 631                                              | 936                                              | 67,4                                             | jeweils 2× 1, 2, 3, 4, 5, 6, 7, 8, 10 und 12 Punkte | Vereinigtes Königreich Sam Ryder Space Man                                          | Spanien Chanel SloMo                                                     |
| 2023 | 67. Eurovision Song Contest Vereinigtes Königreich (Liverpool)            | 37 (26) | Schweden Loreen Tattoo M/T: Jimmy Jansson, Jimmy Thörnfeldt, Loreen, Moa Carlebecker, Peter Boström, Thomas G:son | 583                                              | 876                                              | 66,6                                             | jeweils 2× 1, 2, 3, 4, 5, 6, 7, 8, 10 und 12 Punkte | Finnland Käärijä Cha Cha Cha                                                        | Israel Noa Kirel Unicorn                                                 |
| 2024 | 68. Eurovision Song Contest Schweden (Malmö)                              | 37 (25) | Schweiz Nemo The Code M/T: Benjamin Alasu, Lasse Midtsian Nymann, Linda Dale, Nemo Mettler | 591                                              | 876                                              | 67,5                                             | jeweils 2× 1, 2, 3, 4, 5, 6, 7, 8, 10 und 12 Punkte | Kroatien Baby Lasagna Rim Tim Tagi Dim                                              | Ukraine Alyona Alyona & Jerry Heil Teresa & Maria                        |
| 2025 | 69. Eurovision Song Contest Schweiz (Basel)                               | 37 (26) | Österreich JJ Wasted Love M/T: Johannes Pietsch, Teodora Špirić, Thomas Thurner | 436                                              | 876                                              | 49,8                                             | jeweils 2× 1, 2, 3, 4, 5, 6, 7, 8, 10 und 12 Punkte | Israel Yuval Raphael New Day Will Rise                                              | Estland Tommy Cash Espresso Macchiato                                    |